# 邓锡军
邓锡军（1962年6月—），中华人民共和国外交官，曾任中华人民共和国驻阿富汗伊斯兰共和国特命全权大使、中华人民共和国驻东盟使团特命全权大使，现任中国外交部亚洲事务特使。

## 生平
毕业于复旦大学外文系。1983年，进入外交学院攻读外交系外交专业。1985年10月，任驻缅甸大使馆职员、随员。1988年，任外交部亚洲司随员、三秘。1992年，任驻菲律宾大使馆三秘、二秘。1995年，任外交部亚洲司二秘、副处长。1997年，任驻马来西亚大使馆二秘、一秘。1999年，任驻新加坡大使馆一秘。2001年，任外交部机关党委一秘。2002年，任驻阿富汗大使馆政务参赞。2004年，赴美国斯坦福大学胡佛研究所进修。2005年，任外交部亚洲司参赞。2006年，任驻菲律宾大使馆政务参赞。2009年，任四川省成都市外事办公室副主任。2011年，任驻印度大使馆公使衔参赞。2013年9月，出任中华人民共和国驻阿富汗大使。2015年10月初，邓锡军卸任中国驻阿富汗大使，返回中国。此前，他于9月被任命为中国外交部阿富汗事务特使。
2020年1月，出任中华人民共和国驻东盟大使。2022年11月，自驻东盟大使离任。2022年12月，任外交部亚洲事务特使。

## 荣誉

### 外国勋章奖章
- 萨义德·贾马鲁丁·阿富汗勋章（阿富汗，2015年10月3日于喀布尔总统府颁发[7]）

## 家庭
已婚，有一子。